# Rutherford Alcock
Pour les articles homonymes, voir Alcock.

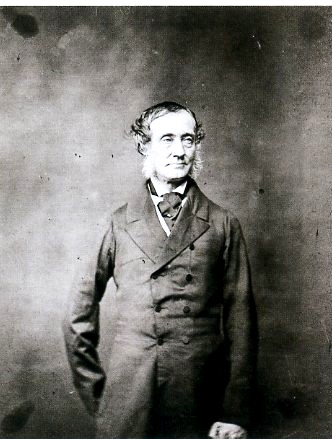
Rutherford Alcock

Rutherford Alcock, né en 1809 et mort le 2 novembre 1897 à Londres, est le premier diplomate britannique au Japon.

## Enfance
Alcock est le fils du docteur en médecine Thomas Alcock, qui exerce à Ealing, près de Londres. En grandissant, Alcock suit les traces de son père pour la médecine. En 1836, il devient chirurgien de marine et prend part à la bataille de Carlist en Espagne. Il y gagne ses galons. Alcock devient par la suite inspecteur général des hôpitaux. Il quitte l'armée en 1837.

## Service en Chine
En 1844, il est nommé consul à Fuchow en Chine. Fuchow est l'un des ports ouverts au commerce par le traité de Nankin. Alcock joue un rôle entièrement nouveau au regard des autorités chinoises. Ce faisant, il gagne une promotion au consulat de Shanghai. Il y travaille jusqu'en 1846 et crée des conditions favorables au développement des échanges économique entre la Chine et l'Empire britannique.

## Service au Japon (1858-1864)
En 1858, il devient consul général pour le Japon et par la suite ministre plénipotentiaire en ouvrant la première légation britannique au Japon au sein du Tōzen-ji à Takanawa, Edo (à présent Tokyo).
« J'ai vu la paix, l'abondance apparente et un pays plus parfaitement conservé et cultivé, avec plus d'ornements en bois partout, que l'on ne peut même s'imaginer en Angleterre », Sir Rutherford Alcock, 1860.
À cette époque, les résidents étrangers au Japon doivent faire face à certains dangers, avec une notable hostilité du peuple japonais envers les étrangers (voir Sonnō jōi). En 1860, l'interprète d'Alcock est assassiné à la porte de la légation, et l'année suivante la légation est envahie par un groupe de rōnin du  domaine de Mito. Cette attaque est repoussée par Alcock et ses employés.
En 1860 il est le premier étranger à escalader le mont Fuji.

## Fin de vie
Peu après ces événements, il revient en Angleterre profitant d'un congé en mars 1862. Il est remplacé par le colonel Neale. Alcock est distingué par l'Ordre du Bain. En 1862 il devient chevalier de cet ordre et en 1863 il reçoit un doctorat honorifique en droit de l'université d'Oxford.
En 1864, il retourne au Japon. Puis au bout d'un an il est transféré à Pékin, où il représente le gouvernement britannique jusqu'en 1871, moment où il prend sa retraite.
Il est pendant quelques années président de la Royal Geographical Society, et il sert dans plusieurs commissions.
Il s'est marié deux fois. En mai 1841 il épouse Henrietta Mary Bacon (la fille de Charles Bacon), qui meurt en 1853, et se remarie avec la veuve du révérend John Lowder le 8 juillet 1862). Sa seconde épouse meurt le 13 mars 1899.
Alcock est l'auteur de plusieurs ouvrages, et est l'un des premiers à éveiller en Angleterre un intérêt pour l'art japonais. Son ouvrage le plus connu est The Capital of the Tycoon, qui parut en 1863.
De 1882 à 1893, Rutherford Alcock assure la présidence de la North Borneo Chartered Company.
Il est mort à Londres le 2 novembre 1897.

## Distinctions
- Chevalier commandeur de l'Ordre du Bain

## Sources
- Perrin, Noel (1979). Giving up the gun. Boston: David R. Godine.  (ISBN 0-87923-773-2).